# GQM-163 Coyote
Pour les articles homonymes, voir GQM (homonymie).
Le GQM-163 Coyote est un engin cible supersonique à vol rasant ou pouvant aller à haute altitude construite par la firme Orbital Sciences et utilisé par l'United States Navy comme successeur du MQM-8 Vandal.

## Histoire

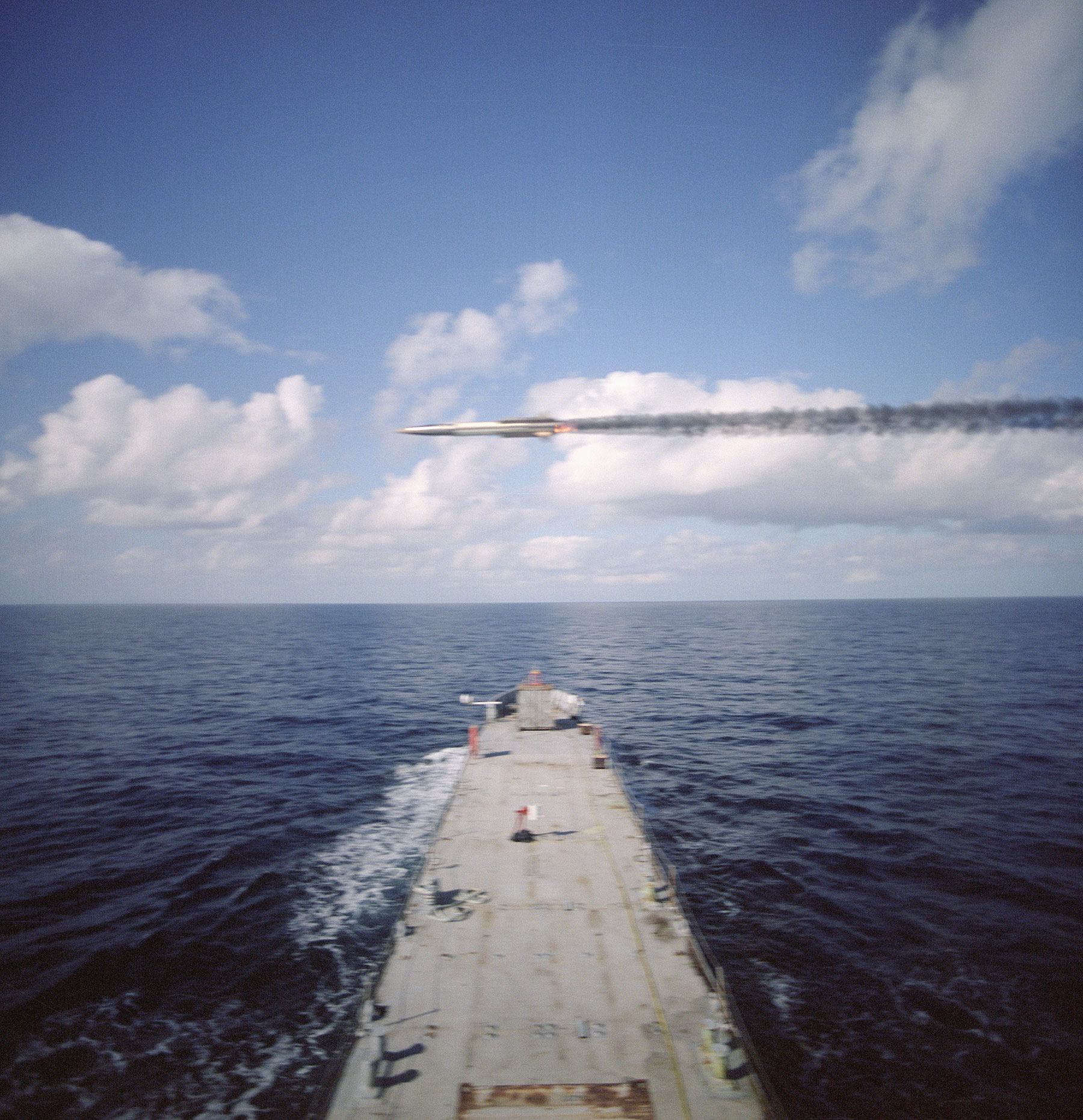
Un GQM-163A Coyote survole l'avant d'un bâtiment d'observation de l'United States Navy, lors d'un test de routine.

La proposition de la firme Orbital fut choisie à la place du MA-31, un projet commun établi entre Boeing et la société russe Zvezda-Strela. Orbital se vit attribuer le contrat de développement du Coyote SSST (Supersonic Sea-Skimming Target) en juin 2000. L'engin, dont le tir d'essai final a lieu le 22 avril 2005, est fabriqué dans son usine de Chandler (Arizona).
En octobre 2012, l'US Navy en a 43 en stock et envisage la livraison de 7 engins supplémentaires par an. Le 17 juin 2015, Orbital ATK annonce qu'environ 120 unités ont été commandées à cette date, dont 97 ont été livrées à des clients. La société a pris en charge 48 lancements de Coyote, qui incluent 11 essais en vol ou des lancements de démonstration, et 37 missions opérationnelles.

## Caractéristiques
L'impulsion initiale du Coyote est fournie par un accélérateur à poudre Hercules MK-70 ou d'un modèle équivalent à ceux utilisés dans les missiles RIM-67 Standards, devenus obsolètes. Une fois l'accélérateur consumé, un statoréacteur Aerojet MARC-R-282 produit par Aerojet devenu depuis 2013 Aerojet Rocketdyne prend le relais pour assurer le vol de croisière,,.

## Utilisateurs
Australie
Utilisé par la Royal Australian Navy.
 États-Unis
Utilisé par l'United States Navy.
 France
Utilisé par la Marine nationale. Le 20 mars 2007, le gouvernement français passe une commande pour un exemplaire du Coyote, pour une valeur de 9,2 millions de dollars. Ce contrat prévoit l'acquisition du missile, de ses équipements de maintenance, ses pièces de rechange, des données techniques et d'une assistance technique. Le GQM-163A permet de valider la mise en service opérationnelle des futurs systèmes de défense français. Le 4 avril 2012, ce missile est tiré depuis l'île du Levant, simulant une attaque de missile antinavire contre la frégate Forbin. Cette dernière le détruit avec un missile ASTER.
 Japon
Utilisé par la Force maritime d'autodéfense japonaise. Un tir à priori en 2012. Un contrat de 27,7 millions de dollars pour 4 engins-cibles signé le 10 octobre 2014.